# ۱۵ شوال
۱۵ شوال، پانزدهمین روز از ماه شوال در تقویم هجری قمری است.
در تقویم هجری قمری قراردادی این روز دویست و هشتادم و یکمین روز سال است.

## وقایع
وقوع غزوه احد میان کفار و مشرکین مکه به فرماندهی ابوسفیان و مسلمانان مدینه به فرماندهی محمد پیامبر اسلام
در لحظات آخر این نبرد خالد بن ولید نتیجه را به نفع کفار به پایان رساند و مسلمانان مغلوب شدند

## درگذشتگان
- ۳ - حمزة بن عبدالمطلب، عموی محمد
- ۲۵۲ - شاه عبدالعظیم از نوادگان امام حسن مجتبی
- ۱۴۲۱ - محمدمهدی شمس‌الدین فقیه شیعه لبنانی